# Plymouth (Schiff, 1961)
Die HMS Plymouth ist eine Fregatte der Rothesay-Klasse der britischen Marine.
Sie ist nach der englischen Stadt Plymouth benannt und war von 1959 bis 1988 im Dienst. Nach ihrer Außerdienststellung war sie bis 2006 für den Publikumsverkehr zur Besichtigung freigegeben.

## Geschichte
Während ihrer aktiven Dienstzeit wurde sie im Fernen Osten und vor Australien eingesetzt. Sie nahm an den Kabeljaukriegen zwischen Großbritannien und Island teil. Im Falklandkrieg 1982 wurde sie durch Bomben und Bordkanonen schwer beschädigt. Ein Luftangriff von Jagdflugzeugen des Typs Dagger der argentinischen Luftwaffe konnte abgewehrt werden; der Abschuss von zwei Maschinen wurde jedoch nicht bestätigt. Nach dem Krieg kehrte sie nach Rosyth Dockyard zurück. Dort wurde sie instand gesetzt.
Im Jahre 1988 wurde die Plymouth außer Dienst gestellt. Bis zum 6. Februar 2006 war sie in Birkenhead neben anderen Schiffen und U-Booten zu sehen. Bis 2014 lag sie im Vittoria-Dock vertäut. Im August wurde begonnen, das Schiff mit dem polnischen Schlepper Amber 11 nach Aliaga, Türkei zu schleppen, wo es abgewrackt werden soll.
Am 1. September 2014 wurden die türkischen Behörden aufgefordert, die HMS Plymouth nicht in türkische Hoheitsgewässer einfahren zu lassen. Es gehe darum, das Schiff zu erhalten. Zudem sei an Bord des Schiffes radioaktiver Müll enthalten. Im September sammeln verschiedene politische Rivalen in der Stadt Plymouth Unterschriften dafür, dass eine neue Fregatte vom Typ 26 ebenfalls den Namen HMS Plymouth erhält. 2014 wurde das Schiff in Aliağa, Türkei, verschrottet.
Seit 2009 ist die Fregatte Namensgeberin für Plymouth Island, eine Insel im Archipel Südgeorgiens im Südatlantik.

## Bewaffnung
- 2 QF 4,5-inch-Schiffsgeschütze (1*2)
- 1 40-mm-Bofors-Flak
- 2 Limbo-U-Abwehr-Mörser
- 12 21-inch-U-Jagd-Torpedorohre

nach Umbau:
- 2 QF 4,5-inch-Schiffsgeschütze
- 1 Sea-Cat-Luftabwehr-Raketen-Starter
- 2 20-mm-Oerlikon-Flak (2×1)
- 1 Limbo-U-Abwehr-Mörser
- 2 8-barrel-3-in-Starter (Knebworth/Corvus countermeasures launchers)
- 1 Westland-Wasp-Helikopter